# Посухов (Тернопольская область)
Посухов (укр. Посухів) — село в Бережанской городской общине Тернопольского района Тернопольской области Украины.
До 2020 года входило в Бережанский район.
Код КОАТУУ — 6120486001. Население по переписи 2001 года составляло 654 человека.

## Географическое положение
Село Посухов находится на правом берегу реки Золотая Липа,
выше по течению на расстоянии в 1,5 км расположен город Бережаны,
ниже по течению на расстоянии в 1 км расположено село Новая Гребля,
на противоположном берегу — село Потуторы.

## История
- 1540 год — дата основания.

## Объекты социальной сферы
- Школа I ст.
- Фельдшерско-акушерский пункт.